# Psilopogon lagrandieri
Megalaima lagrandieri là một loài chim trong họ Megalaimidae.